# Référendum constitutionnel moldave de 2010
Le référendum moldave de 2010 a lieu le 5 décembre 2010 en Moldavie. Il porte sur un amendement constitutionnel modifiant le mode d'élection du Président de la république de Moldavie en la faisant passer d'une élection indirecte par le parlement à une élection au suffrage universel direct par la population. Le référendum est approuvé à 87,83 % mais le quorum nécessaire (33 % du corps électoral) n'ayant pas été atteint, le résultat n'est pas validé. 

## Contexte
Le changement de mode d'élection vise à mettre fin à la crise politique moldave en cours dans le pays depuis plusieurs années. Depuis une révision constitutionnelle en 2000, le président est en effet élu par un minimum de 60 voix de députés sur les 101 composant le Parlement de Moldavie. Or, les élections législatives d'avril 2009 ne donnent que 59 sièges au parti communiste du président sortant Vladimir Voronin, qui ne peut se représenter après deux mandats, ouvrant la voix à une lutte politique pour sa succession. 
Les trois partis d'opposition - le Parti libéral, le Parti libéral-démocrate et l'Alliance Notre Moldavie - sont alors unis en une "Alliance pour l'intégration européenne" visant à intégrer à terme l'Union Européenne, à l'opposé du parti communiste favorable à un rapprochement avec la Russie. Les deux mouvances, irréconciliables politiquement, échouent à trouver un compromis entre leurs candidats respectifs à la présidence, menant à un blocage constitutionnel.
Cette situation conduit à de nouvelles élections en juillet 2009, qui font perdre le pouvoir au parti communiste, au profit de l'alliance, augmentée du Parti démocrate. Les quatre partis pro européens totalisent alors 53 sièges sur 101, suffisamment pour accéder au gouvernement, mais pas assez pour résoudre la situation de vide institutionnel à la présidence, où le blocage se poursuit entre les deux blocs refusant de renoncer à leurs candidats respectifs.
L'élection au scrutin direct étant en vigueur avant 2000, le gouvernement décide de recourir à un référendum pour revenir à ce système électoral. La constitution moldave impose néanmoins un quorum de participation de 33 %. L'opposition menée par le parti communiste appelle ainsi au boycott.

## Résultats
| Choix                    | Votes     | %       |  |
| ------------------------ | --------- | ------- |  |
| Pour                     | 707 468   | 87,83   |  |
| Contre                   | 97 999    | 12,17   |  |
|                          |           |         |  |
| Votes valides            | 805 467   | 98,42   |  |
| Votes blancs et nuls     | 12 962    | 1,58    |  |
| Total                    | 818 429   | 100     |  |
| Abstentions              | 1 883 489 | 69,71   |  |
| Inscrits / Participation | 2 721 623 | 30,29   |  |
| Quorum de participation  | 33,33 %   | 33,33 % |  |

Répartition des votants :
| Votes Pour (87,83 %) |  |  | Votes Contre (12,17 %) |
| ▲                    |  |  |                        |
| Majorité absolue     |  |  |                        |

Répartition des inscrits :
| Taux de participation (30,29 %) |  |  | Taux d'abstention (69,71 %) |
| ▲                               |  |  |                             |
| Majorité absolue                |  |  |                             |

## Suites
Le résultat du référendum est très largement positif, mais ayant échoué à atteindre le quorum de participation, la révision constitutionnelle n'est légalement pas valide. 
La crise constitutionnelle ne prit finalement fin qu'en 2012 avec l'élection de l'indépendant Nicolae Timofti à la présidence. 
Le 4 mars 2016 cependant, la cour constitutionnelle déclare invalide la révision de 2000 ayant mené au mode de sélection indirect du président, ce qui permettra l'élection populaire, en 2016 et au second tour de scrutin, de Igor Dodon, un candidat du Parti des socialistes ayant fait scission du parti communiste puis progressivement remplacé ce dernier sur la scène politique.